# Beierolpium lawrencei
Beierolpium lawrencei är en spindeldjursart som först beskrevs av Beier 1964.  Beierolpium lawrencei ingår i släktet Beierolpium och familjen Olpiidae. Inga underarter finns listade.